# Стахановский троллейбус
Стахановский троллейбус был открыт 1 марта 1970 года, эксплуатировался до 11 сентября 2008 года (а также 15 июля 2010 — 11 сентября 2010). Официальная дата ликвидации троллейбусного предприятия — 13 декабря 2011 года. К моменту первого закрытия в 2008 году имелось 2 маршрута, 30,7 км сети и 12 машин.

## Маршрут2010 года(работал с 15 июля по 11 сентября[1])
- 101 ул. Фестивальная — микрорайон 40-летия Победы

## История
Движение стахановского троллейбуса началось 1 марта 1970 года шестью машинами Киев-6 по первому маршруту «ул. Чайковского — Стройгородок» по просп. Ленина, ул. Богдана Хмельницкого, ул. Тельмана, ул. Карла Либкнехта, ул. Октябрьской.
6 ноября 1973 года линия продлена от Стройгородка до Северо-восточного микрорайона (ул. Фестивальная), маршрут № 1 «ул. Чайковского — ул. Фестивальная».
21 ноября 1979 года линия продлена от ул. Чайковского до Завода технического углерода, пущен маршрут № 2 «Завод техуглерода — ул. Фестивальная».
В ноябре 1989 года введена в эксплуатацию линия от улицы Чайковского до Южного массива, введен маршрут № 3 «площ. Воинов-Интернационалистов (ул. Тельмана) — Микрорайон 40-летия Октября».
В марте 1992 года введена в эксплуатацию линия от улицы Чайковского до станции Стаханов в городе-спутнике Алмазная, продлён маршрут № 1 «ул. Фестивальная — город Алмазная», а с 3 ноября 1997 года «ул. Дзержинского — город Алмазная» (по вновь построенной односторонней кольцевой дороге по ул. Дзержинского).

### Маршруты на1 января2000 года
- 1 ул. Дзержинского — город Алмазная
- 2 Завод техуглерода — ул. Фестивальная
- 3 ул. Тельмана — Микрорайон 40-летия Октября

25 февраля 2004 года закрыта линия на завод технического углерода и маршрут № 2. В начале 2000-х годов введён маршрут № 4 «ул. Фестивальная — город Алмазная» и исчез его короткий дублёр маршрут № 1.

### Маршруты на1 января2008 года
- 3 ул. Фестивальная — Микрорайон 40-летия Октября
- 4 ул. Фестивальная — город Алмазная

## Алмазнянский троллейбус
Существовал в городе Алмазная, как часть сети трамвайно-троллейбусного управления города Стаханов с марта 1992 года по 11 сентября 2008 года. Имелись маршруты № 1 (до начала 2000-х годов) и № 4 (с начала 2000-х годов).

## Подвижной состав
Ранее эксплуатировались следующие типы машин:
- Киев-6 (16 машин) в 1970—1982
- ЗиУ-5 (7 машин) в 1970—1981
- ЗиУ-9 (58 машин) в 1977—2008
- ЛАЗ-52522 (3 машины) в 1998—2008 и 2010—2011

13 декабря 2011 года Стахановский городской совет принял решение о продаже через аукцион остатков подвижного состава Стахановского трамвайно-троллейбусного парка.